# اوبسكيورد باي كلاودز
اوبسكيورد باي كلاودز (بالإنجليزية: Obscured by Clouds) هو ألبوم الإستديو السابع لفرقة البروغريسيف روك بينك فلويد، وهو مستند على الساودتراك التي أدتها الفرقة في الفيلم الفرنسي الوادي (بالفرنسية: La Vallée) لباربت شرودر. بعض نسخ الألبوم تشير للألبوم بعنوانه الإنجليزي The Valley. تم إصدار الألبوم في المملكة المتحدة يوم 2 يونيو عام 1972، وبعد أسابيع قليلة في الولايات المتحدة، عبر هارفست، وصل الألبوم لرقم 6 ورقم 46 على التوالي. وتم إصدار الأغنية مفردة «فري فور» في الولايات المتحدة فقط.

## روابط خارجية
- اوبسكيورد باي كلاودز على موقع أول موفي (الإنجليزية)